# أكسل كابيلين
أكسل كابيلين (بالنرويجية البوكمول: Axel Hermansen Cappelen)‏ هو جراح نرويجي، ولد في 20 يوليو 1858، وتوفي في 13 نوفمبر 1919 بسبب التهاب السحايا.